# Michael Rummenigge
Michael Rummenigge (* 3. únor 1964) je bývalý německý fotbalista. Je mladším bratrem Karla-Heinze Rummeniggeho, s FC Bayern Mnichov získal tři německé tituly a finálovou účast v PMEZ 1986/87.

## Reprezentační kariéra
Michael Rummenigge odehrál za německý národní tým v letech 1983–1986 celkem 2 reprezentační utkání.

## Statistiky
| Německo | Německo | Německo |
| Roky    | Záp.    | Góly    |
| ------- | ------- | ------- |
| 1983    | 1       | 0       |
| 1984    | 0       | 0       |
| 1985    | 0       | 0       |
| 1986    | 1       | 0       |
| Celkem  | 2       | 0       |